# Aiden Grimshaw
Pour les articles homonymes, voir Grimshaw.
Aiden Grimshaw, né à Blackpool le 4 décembre 1991, est un chanteur et acteur anglais, issu de la septième saison du télé-crochet britannique The X Factor.

## Discographie

### Albums
| Album     | Détails                                                                                | Classement | Classement |
| Album     | Détails                                                                                | UK         | IRE        |
| --------- | -------------------------------------------------------------------------------------- | ---------- | ---------- |
| Misty Eye | - Sortie: 20 août 2012 - Label: Syco, Sony, RCA - Format: CD, téléchargement numérique | 19         | 45         |

### Singles
| 2012                                                                       | "Is This Love" | 35 | 87 | 39 | "Misty Eye" |
| 2012                                                                       | "Curtain Call" | 49 | —  | —  | "Misty Eye" |
| "—" indique que l'album ne s'est pas classée dans le hit-parade de ce pays |                |    |    |    |             |

### En groupe
| Année | Single                                                         | Classement | Classement | Classement | Album            |
| Année | Single                                                         | UK         | IRE        | SCO        | Album            |
| ----- | -------------------------------------------------------------- | ---------- | ---------- | ---------- | ---------------- |
| 2010  | "Heroes" (comme finaliste de la 7e série de The X Factor (UK)) | 1          | 1          | 1          | Non-album single |

## Filmographie

### Télévision
| Année | Titre                    | Rôle       | Notes                                      |
| ----- | ------------------------ | ---------- | ------------------------------------------ |
| 2009  | Half Moon Investigations | Tom Holmes |                                            |
| 2010  | The X Factor             | Concurrent | Classé 9e à la 7e manche.                  |
| 2012  | Unzipped                 | Invité     | désigné Weirdo of the Week.                |
| 2012  | Never Mind the Buzzcocks | Invité     | Gagnant de l'équipe de Noël avec 9 points. |